# Лістракант
Лістракант (Listracanthus) — вимерлий рід євгенеодонтних акул, що жив з пізнього карбона по ранній юрський період, 326–200 млн років тому. Скам'янілості лістраканта знайдені на Південному Уралі, в Шотландії, штатах Міссісіпі і Пенсільванія, а також на заході Канади.
Скам'янілості акул рідко коли зберігаються добре, найчастіше трапляються їхні зуби. Лістракант відомий в основному за відбитками довгого шипа на голові і спинного плавця, висота якого становила 10 см.

## Систематика
Положення лістраканта в класифікації акул спірне. Тонкий шип на голові зближує його з представниками ряду Ctenacanthiformes — найдревнішого ряду всіх хрящових риб, однак відмічено значну схожість і з євгенеодонтами, особливо з едестусом (Edestus). Судячи з усього лістракант є перехідною ланкою між цими двома рядами.

## Види
- L. beyrichi
- L. eliasi
- L. hildrethi
- L. hystrix
- L. pectenatus
- L. spinatus
- L. wardi
- L. woltersi